# Hotel Centralny w Gdyni
Hotel Centralny – hotel zlokalizowany w Gdyni przy ul. Starowiejskiej 1. Obecnie nie spełnia funkcji hotelowych.

## Historia
Hotel wybudowała rodzina Skwierczów, najstarsza w Gdyni, w miejscu starej gospody. Obiekt był elegancki, pierwszej kategorii. Był reklamowany jako „pierwszorzędny dom, pokoje zaopatrzone stale w ciepłą wodę i centralne ogrzewanie. Na dole była restauracja i winiarnia, duża sala pełniąca funkcję balowej lub teatralnej oraz ogródek ze stolikami dla gości, ukrytymi pod parasolami lub drewnianym daszkiem”. W dużej sali odbywały się spektakle teatralne, różnego rodzaju imprezy, spotkania samorządowe, jak i prowadzono lekcje nauki tańca.
Również w okresie po drugiej wojnie światowej hotel nosił nazwę Centralnego. W 1946 w hotelu mieściły się 2 konsulaty – Belgii i Szwecji. W 1949 wprowadzono przymusowy zarząd państwowy obiektu, zaś w 1960 go upaństwowiono, zmieniając jednocześnie nazwę na Hotel Bristol i nadano mu II kategorię; w 1967 IV kat. Po 1989 został odzyskany przez rodzinę Skwierczów, która nadała mu kolejną nazwę – Hotel Lark. Do rejestru zabytków został wpisany 29 kwietnia 1996.
W latach 2011–2014 wykonano renowację elewacji. W ostatnim okresie obiekt pełnił funkcję obiektu biurowego. W 2017 został sprzedany firmie Arkana Investments, która planowała uruchomić w nim w 2018 hotel La Guitarra.